# La vacanza
La vacanza és una pel·lícula dramàtica italiana estrenada en 1971, dirigida per Tinto Brass i protagonitzada per Vanessa Redgrave i Franco Nero. Es va estrenar a la 32a Mostra Internacional de Cinema de Venècia el 4 de setembre de 1971 on va obtenir el premi a la millor pel·lícula italiana. Un any abans, Redgrave i Nero havien treballat amb Brass en la comèdia romàntica Dropout. La banda sonora és de Fiorenzo Carpi.

## Sinopsi
Immacolata (Redgrave) és una pagesa i amant del comte, però quan aquest torna la seva atenció a la seva esposa, Immacolata ingressa en un asil mental. 'La Vacanza' és la seva llicència experimental d'un mes de la institució. Ella és rebutjada per la seva família i, posteriorment, troba nous amics, un anglès i diversos gitanos. Però la seva felicitat està arruïnada per algunes accions criminals i la seva lluita per la llibertat.

## Repartiment
- Vanessa Redgrave - Immacolata Meneghelli
- Franco Nero - Osiride
- Leopoldo Trieste - Jutge
- Corin Redgrave - Gigi
- Countessa Veronica - Iside
- Germana Monteverdi Mercedes - la comtessa
- Margarita Lozano - Ra
- Fany Sakantany - Alpi
- Pupo De Luca
- Attilio Corsini
- Osiride Pevarello - Olindo